# ائوجنیو برسلینی
اوجنیو برسلینی (انگلیسی: Eugenio Bersellini; ۱۰ ژوئن ۱۹۳۶ – ۱۷ سپتامبر ۲۰۱۷) بازیکن و مربی فوتبال اهل ایتالیا بود.
از باشگاه‌هایی که در آن بازی کرده‌است می‌توان به باشگاه فوتبال مونتسا، باشگاه فوتبال ارورا پرو پاتریا ۱۹۱۹، باشگاه فوتبال برشا، و باشگاه فوتبال لچه اشاره کرد.